# Солонар, Борис Степанович
Борис Степанович Солонар (25 февраля 1927 — 18 декабря 2003) — передовик советской строительной отрасли, бригадир строительно-монтажного управления треста «Симферопольжилстрой» Министерства жилищно-гражданского строительства Украинской ССР, Крымская область, Герой Социалистического Труда (1974).

## Биография
Родился 25 февраля 1927 году в селе Любашёвка, Одесской области, в украинской крестьянской семье. С детства помогал родителям по хозяйству. Завершил обучение в пяти классах сельской школы.
С июля 1941 по март 1944 годы находился на оккупированной немецко-фашистскими войсками территории. Отец был призван на фронт в самом начале войны и погиб под Ржевом в 1942 году. В марте 1944 года, после освобождения села, Солонар был зачислен в специальную ремонтную бригаду, которая занималась восстановлением железнодорожного полотна от станции Любашевки до Одессы. Затем участвовал в восстановлении мостов через Южный Буг.
В 1945 году был призван в ряды Красной Армии. Служил некоторое время в Венгрии у озера Болотон. В 1947 году его часть была переведена в Таврический военный округ, и Борис попал в Севастополь. Уволившись из Армии в 1947 году, остался в Севастополе. Работал в мастерской в Инкермане, был столяром-станочником, резал дранку. За день давал двадцать норм. Завершил обучение в Севастопольском строительном техникуме. Был направлен на работу в трест «Симферопольжилстрой», где работал бетнощиком, монтажником. С 1951 года бригадир стройбригады. С 1954 года член КПСС.
В конце 1950-х годов появился уникальный проект жилого дома К-7 (хрущёвка). Бригада Солонара активно выполняла работы по возведению многоквартирных жилых домов в Симферополе. За день им удавалось выстраивать по целому этажу. В 1966 году был представлен к государственной награде — ордену Ленина. Кроме жилого фонда, бригада участвовала в строительстве и других важных объектов города: Дом профсоюзов, Дом Советов, троллейбусное депо № 1, школ на улице Титова и Украинка, также занимались строительством сельскохозяйственных объектов.
Указом Президиума Верховного Совета СССР от 8 января 1974 года за выдающиеся успехи в выполнении и перевыполнении планов в 1973 году и принятых социалистических обязательств Борису Степановичу Солонару присвоено звание Героя Социалистического Труда с вручением ордена Ленина и золотой медали «Серп и Молот».
Продолжал работать на строительстве объектов. Более 350 жилых домов построено его бригадой. Был делегатом XXV съезда КПСС. В 1983 году пошатнулось здоровье, 20 последних лет жизни провёл будучи инвалидом, а в последние годы был прикован к кровати.
Проживал в городе Симферополе. Умер 18 декабря 2003 года. Похоронен на кладбище «Абдал» в городе Симферополе.

## Награды
За трудовые успехи удостоен:
- золотая звезда «Серп и Молот» (08.01.1974)
- два ордена Ленина (11.08.1966, 08.01.1974)
- другие медали.